# Oratorio di Santa Liberata (Sala Capriasca)
La chiesa-oratorio di Santa Liberata è un edificio religioso barocco costruito su una cappella preesistente a Sala Capriasca, frazione di Capriasca in Canton Ticino.

## Storia
La prima versione dell'edificio, ora completamente rimpiazzata da quello attuale, risale al XV secolo. Fra il tardo XVII secolo e il 1729, la chiesa fu radicalmente trasformata. La campana fu aggiunta nel 1831, come indica un'iscrizione. Nel XXI secolo la struttura è stata sottoposta a un restauro condotto da Raoul Gianinazzi e Massimo Crivelli, che si sono avvalsi della consulenza di fra' Roberto Pasotti. Le opere sono state completate il 20 settembre 2009.

## Descrizione

### Esterni
La chiesa ha una pianta rettangolare. Il campanile, invece, è triangolare. Sulla campana una dedica ricorda la santa titolare e santa Faustina.

### Interni
Particolarmente ricco di decorazioni l'altare in stucco: spiccano un paliotto in scagliola e due statue, una certamente raffigurante Sant'Antonio e l'altra forse San Carlo Borromeo. Il retablo di tardo stile barocco il cui timpano ospita una pala d'altare con San Francesco d'Assisi e santa Liberata orante (1717) firmata da Francesco Franci. Nella pala si apre un ovale attraverso il quale si vede un affresco più antico, quattrocentesco, che rappresenta la Madonna in trono col Bambino che indica il libro del Nuovo Testamento. Completano le decorazioni una colomba dello Spirito Santo circondata da cherubini e putti.
Il coro è dotato di volta a crociera.